# Powstanie comuneros w Nowej Granadzie
Powstanie comuneros w Nowej Granadzie miało miejsce w roku 1781.
Powodem wybuchu powstania było nałożenie nowych podatków oraz monopol na tytoń w Nowej Granadzie. Oburzona ludność odmówiła płacenia podatków i wypędziła urzędników. W kwietniu 1781 r. komitet kapitanów generalnych tzw. ,,comun,, wysłał listę żądań do wicekróla a 4-tysięczna armia powstańcza ruszyła na Bogotę. W czerwcu 1781 r. rząd zawarł ugodę z powstańcami, anulując nowe podatki. Powstanie tliło się jeszcze w kilku regionach kraju i wygasło ostatecznie w roku 1782.